# Tomopteridae
Tomopteridae  (лат.) — семейство многощетинковых червей. Включает 60 видов, объединяемых в 4 рода. Весьма аберрантное и монолитное семейство, сильно специализированное к жизни в планктоне.

## Морфология
Томоптериды — совершенно прозрачные животные (иногда с небольшими темными железами и слегка окрашенным хвостовым придатком), лишенные щетинок и имеющие длину от 5 мм до 5 см.
Простомиум слит с последующим сегментом, который несет две пары пальп — одну маленькую и вторую очень длинную, нередко превышающую туловище червя (без хвостового придатка) по длине; эти «усы» несут внутри себя длинную щетинку и являются характернейшим признаком этого семейства. За основаниями «усов» следует относительно тонкая «шея». Параподии двуветвистые, имеют массивный ствол и небольшие, заостренные ветви одинаковой длины, чьи острия направлены внутрь и немного заходят друг за друга. Ветви обрамлены плавничками, или пиннулами, содержащими хромофильные, гиалиновые, розетковые и шпоровидные железы (последние, как и хромофильные, хорошо окрашиваются гематоксилином). Заканчивается тело хвостовым придатком, на котором различимы рудиментарные параподии.

## Биология
Хищники, едят хетогнат, оболочников, мальков рыб. Живут в поверхностных водах. Космополиты. Раздельнополы. Гонады созревают в задних параподиях. Томоптериды имеют уникальные спермии с двумя хвостами. Возможно, оплодотворение внутреннее (Vejdovsky, 1878 по Pleijel & Rouse, 2001). Тесно связаны с филлодоцидами.

## Томоптериды в палеонтологической летописи
В кембрийских отложениях Южной Австралии удалось обнаружить хорошо сохранившиеся отпечатки полихет, которые по внешнему виду напоминают современных томоптерид. В каменноугольных отложениях Шотландии также удалось обнаружить остатки томоптерид.